# 自由軍官運動

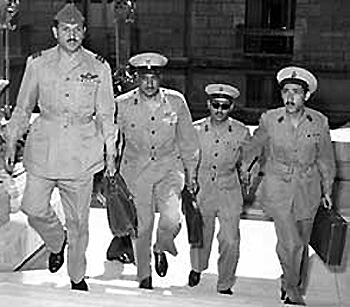
自由军官运动主要成员，从左至右分别为：阿布杜拉提夫·博赫达迪、贾迈勒·阿卜杜-纳赛尔、萨拉赫·萨利姆和阿卜杜勒·哈基姆·阿梅尔。

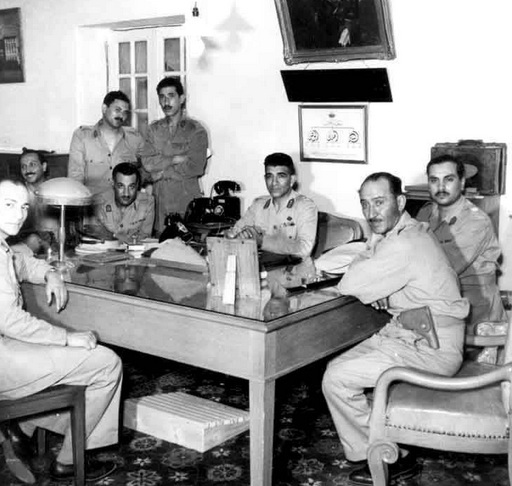
1953年推翻君主制后的自由军官运动成员，中间坐桌前者为贾迈勒·阿卜杜-纳赛尔。

自由軍官运动是埃及历史上的一个军官組織，由贾迈勒·阿卜杜-纳赛尔等中下級軍官创建。该组织奉行泛阿拉伯主義，主张推翻埃及的君主制，建立共和制。1952年，该组织发动7月23日革命，夺取政权；1953年，推翻法鲁克王朝，建立埃及共和国。

## 成立背景
二次大戰以後，以色列建國並驅除在巴勒斯坦的阿拉伯人，一群埃及年輕軍官也十分關心穆斯林世界與以色列的衝突。
1952年7月23日，賈邁勒·阿卜杜-納賽爾成立「自由軍官運動」，在埃及七月革命中推翻埃及和蘇丹國王法魯克一世並擔任埃及總統一職，提倡「泛阿拉伯民族主義」。
格達費在中學時就很崇拜納賽爾，經常收聽納賽爾在阿拉伯之聲的演講廣播。格達費在高中時即為積極分子，設立一系列的組織，領導過支持納賽爾與反對以色列的示威遊行，就讀班軍校期間，時常與班加西大學內的泛阿拉伯主義活躍人士來往。歐美各國支持以色列，而格達費對親西方的國王十分不滿，不但鼓勵同學從軍，自己也為革命而轉讀軍校。從軍以來一直為籌畫革命而組織志同道合的年輕軍官，並訂下縝密的計畫，雖然半年的赴英訓練暫時打斷了行程，但回國後更積極地投入革命。這群年青軍官自稱為納賽爾的信徒，也把組織命名為自由軍官。革命前夕，以格達費為首，共有12名成員。

## 理念與導火線
1969年，埃及總統納賽爾指揮軍隊在與以色列的交戰中失去西奈半島，而利比亞國王多年來年老昏庸，政軍界有多組人馬欲奪取政權。自由軍官成員們經討論後，決定先取得利比亞控制權，再與埃及完全合併成一個國家，共推納賽爾為領袖。後聯合其他阿拉伯國家，待時機成熟再消滅以色列，重建阿拉伯人的巴勒斯坦。

## 利比亞1969年革命

### 革命過程
1969年8月31日，當時為中尉的格達費和同志賈爾魯德上尉等人從班加西出發，利用獲准的夜間訓練為掩護，利用三營的裝甲部隊於傍晚進軍的黎波里，包圍禁衛軍，軟禁國王衛隊司令。接著攻下廣播台和電視台，禁衛軍無法向外求援。班加西為保皇黨大本營，擁有忠於國王的大量部隊，留守班加西的尤羅夫上尉和卡羅米上尉切斷班加西的對外通訊，保皇黨的軍隊無法得知的黎波里的情況。
各地的廣播先是聽到一陣軍樂，接著是不斷重複的格達費錄音：「偉大的利比亞的人民！為實現你們的自由的願望與高貴的希望，誠實並正確地響應你們對改革與淨化的要求、對革命和反抗的渴望，你們的軍隊已經推翻了反動、落後、腐敗的政權，黑暗的時代已經過去了。從現在開始，在安拉的協助下，利比亞是一個以利比亞共和國為名，自由自主的共和國。」分散於各地的自由軍官成員聽到後紛紛響應，在班加西南部的綠洲城市薩伯哈，里夫菲中尉舉兵控制當地，這種景象在幾個重要城市不斷上演。隔天早上六點半，對外宣佈革命成功。共計有一名士兵喪生，15人受傷。

## 成員發展
- 格達費中尉：革命成功後躍升為上校，成為利比亞的精神領袖與實權的最高領導者。
- 賈爾魯德（Jalloud）上尉：格達費的高中同學，原想投考醫學院，被格達費說服後轉讀軍校。革命成功後升為少校，為格達費的心腹，多次擔任格達費的特使，後來為利比亞第二號人物[2]。

## 其他資訊
在1969年的革命中，策畫革命的核心人物之一賈爾魯德認為他革命的靈感來自1958年7月，阿卜杜勒-卡里姆·卡塞姆率領一批軍官以武力推翻親西方的伊拉克王國，他們沒有理由不去推翻利比亞昏庸老邁的國王伊德里斯一世。

## 後續發展
革命成功後，格達費非常積極地進行與埃及合併的計畫並敬重納賽爾。在1970年埃及與以色列和談時，被阿拉伯世界指責，格達費排除眾議地聲援納賽爾。1970年，納賽爾去世，格達費與埃及繼任總統薩達特不合，格達費同意薩達特可擔任合併後的國家總統，由格達費擔任合併後的國家軍隊總司令。薩達特不想失去軍權而拒絕此提議，後來更發生種種摩擦與衝突，利比亞和埃及的完全合併計劃也無疾而終。
1972年成立的阿拉伯聯邦共和國不但是泛阿拉伯民族主義下的產物，也和自由軍官組織與1969年的革命息息相關。